# Gorgonzola (métro de Milan)
Pour les articles homonymes, voir Gorgonzola.
Gorgonzola est une station de la ligne 2 du métro de Milan, située sur la commune de Gorgonzola.